# Ларгов, Димитр
Дими́тр Симео́нов Ла́ргов (болг. Димитър Симеонов Ларгов; 10 сентября 1936, София, Третье Болгарское царство — 26 ноября 2020, София, Болгария) — болгарский футболист и футбольный функционер, глава Болгарского футбольного союза (1990—1993). Участник чемпионата мира 1966 года. Заслуженный мастер спорта Болгарии (1965).

## Биография

### Игровая карьера
Ларгов начинал карьеру в софийском «Септември», в котором отыграл один сезон.
В 1956 году перешёл в софийскую «Славию», в которой отыграл 11 сезонов, выиграв с командой 3 Кубка Болгарии. В этом же клубе он завершил карьеру по окончании сезона 1966/67.
В составе сборной Болгарии был участником олимпийского футбольного турнира 1960 года и участником чемпионата мира 1966 года, на котором сыграл в одном матче.

### Функционерская деятельность
Работал президентом софийской «Славии», а с 1990 по 1993 год возглавлял Болгарский футбольный союз.

### Смерть
Скончался 26 ноября 2020 года в Софии в возрасте 84 лет.

## Достижения
- Орден «Стара-планина» II степени (2013)[5]

Славия (София)
- Обладатель Кубка Болгарии (3): 1963, 1964, 1966